# Jeroglífic cursiu

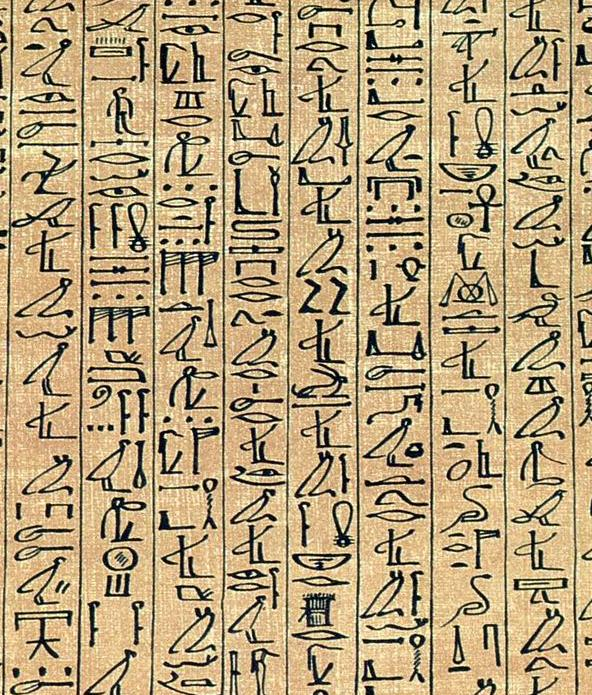
Papir d'Ani escrit en jeroglífic cursiu

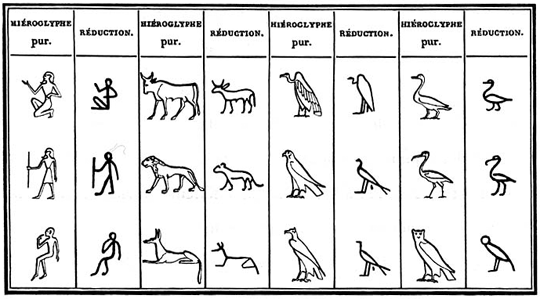
Exemples de jeroglífics amb el seu equivalent reduït (Champollion)

El jeroglífic cursiu (a vegades anomenat jeroglífic lineal) és una varietat simplificada dels jeroglífics egipcis, escrits amb tinta sobre papir o pintat sobre fusta o estuc. Fou d'ús comú en documents religiosos escrits sobre papir, com ara el Llibre dels morts. Durant l'Imperi Nou, s'emprà en molts documents famosos, com ara el Papir d'Ani; i també s'emprà sobre fusta per a la literatura religiosa com els Textos dels sarcòfags o en parets estucades d'algunes tombes, com ara la de Tutmosis III (KV34).
Aquest estil d'escriptura jeroglífica cursiva es va crear per a resoldre els dos principals problemes de l'escriptura jeroglífica sagrada: el temps necessari, molt prolongat, per a traçar cada caràcter i la dificultat d'adaptar aquesta escriptura a les superfícies que no són propícies per a l'enregistrament. És per això que s'usaven jeroglífics cursius en textos, perquè l'estètica no hi tenia tanta importància.
Mentre l'escriptura jeroglífica sagrada donava gran importància al detall perquè cada símbol fos una obra d'art per si sol, els jeroglífics cursius, de traços menys precisos, es representen amb l'aspecte mínim figuratiu per a ser reconeguts. Tot i que encara conserven una mica l'aspecte figuratiu, els jeroglífics cursius són un pas endavant cap a l'abstracció que ens durà a l'escriptura hieràtica.
L'escriptura en jeroglífic cursiu no s'ha de confondre amb la hieràtica. L'escriptura hieràtica és molt més "cursiva", conté moltes lligadures tipogràfiques i signes propis, malgrat que conté un cert grau d'influència del hieràtic en l'aparença d'alguns signes. Una diferència important n'és que l'orientació dels jeroglífics cursius no és pas constant: la lectura pot ser de dreta a esquerra o a l'inrevés, depenent del context, mentre que l'escriptura hieràtica sempre es llig de dreta a esquerra.